# سرمایه فراملی
سرمایهٔ فراملی به بخشی از سرمایه‌های جهانی گفته می‌شود که فراتر از مرزها در گردش‌اند.سرمایهٔ فراملی از مشخصات اصلی عصر جهانی‌سازی و اقتصاد نولیبرالی می باشد .

## انتقاد از جریان سرمایهٔ فراملی
از دید منتقدان، هرچه سرمایه آزادتر می شود، سرنوشت جوامع برایش بی اهمیت تر می شود. از نظر آنها ملت که خود بخشی از آن هستند دیگر کمتر بیانگر یک جامعه است، بلکه بازاری همانند بسیاری از بازارهاست. در رژیم کینزگرایی ملی، قدرت خرید هر مصرف کننده مهم است زیرا آنان بازار را به وجود می آورند. در عصر نولیبرالیسم جهانی، هزینه های مالیاتی و نیروی کار «سرزمین مادری» باید بتواند با مناطق خارجی رقابت کند. بازارها و رقابت بیش از گذشته به اندازه ی سیاره ی زمین گسترش یاقته اند. کارگران در سرزمین مادری از بخش اعظم مزایای نسبی گذشته ی خود محروم می شوند مگر آنکه متشکل شده و حضور سیاسی سودمندی داشته و مایل به نظارت بر سرمایه باشند. سیاست های دولت رفاه در مورد باز توریع ثروت که همیشه به دلیل اجبار سرمایه به پرداخت مالیات ها باری بر دوش آن بوده است، از نظر سرمایهٔ فراملی هزینه های غیرضروری به شمار می آید.